# Villevieille
Villevieille este o comună în departamentul Gard din sudul Franței. În 2009 avea o populație de 1.650 de locuitori.

## Evoluția populației
| An        | 1975 | 1982 | 1990  | 1999  | 2006  | 2009  |
| --------- | ---- | ---- | ----- | ----- | ----- | ----- |
| Populație | 650  | 936  | 1.030 | 1.196 | 1.558 | 1.650 |